# Minerały główne
Minerały główne – minerały skałotwórcze będące głównymi składnikami danej grupy skał. Występują one w znacznych ilościach i decydują o przynależności skał według danej klasyfikacji opierającej się na składzie mineralnym np. w nazewnictwie skał magmowych w oparciu o minerały główne → kalcytowo-egirynowy karbonatyt. 
Przykładowymi minerałami głównymi są: kwarc, skalenie, pirokseny, oliwiny, amfibole, skaleniowce (foidy), miki.